# Katy Secombe
Katy Secombe (1968) è un'attrice britannica.

## Biografia
Figlia di Sir Harry Secombe, Katy Secombe ha studiato recitazione all'Università di Manchester laureandosi nel 1982. Da allora ha recitato assiduamente sulle scene londinesi, recitando in ruoli da caratteriata sia in opere di prosa che musical. Ha collaborato spesso con il National Theatre, le cui scene ha calcato in apprezzati allestimenti di Guys and Dolls, Il racconto d'inverno e La dodicesima notte. Sulle scene del West End londinese ha interpretato Rosie in Mamma Mia! al Prince of Wales Theatre nel 2010, anche se il suo ruolo più celebre rimane quello di Madame Thenardier in Les Misérables. 
La Secombe ha interpretato il ruolo di Madame Thenardier a più riprese nell'arco di quasi vent'anni. Ha interpretato per la prima volta il ruolo al Palace Theatre tra il 2003 e il 2005 e poi ancora al Queen's Theatre nella stagione 2011/2012 e per altri due anni consecutivi tra il 2015 e il 2017. Nel 2019 è tornata ad interpretare il ruolo nell'edizione concertistica nel 2019 e poi ancora nel 2020, in scena al Gielgud Theatre con un cast di alto profilo che annoverava Michael Ball, Alfie Boe e Carrie Hope Fletcher. Nel 2021 è tornata a recitare sulle scene londinesi, calcando le scene del Shakespeare's Globe nei loro allestimenti di Come vi piace e La tempesta.

## Filmografia

### Cinema
- Les Misérables, regia di Tom Hooper (2012)
- Les Misérables: The Staged Concert, regia di Nick Morris (2019)

### Televisione
- London's Burning – serie TV, 1 episodio (1993)
- Casualty – serie TV, 1 episodio (1998)